# 에멜리에 룬드베리
에멜리에 마틸다 빅토리아 룬드베리(스웨덴어: Emelie Mathilda Viktoria Lundberg, 1993년 3월 10일 ~ )는 스웨덴의 여자 축구 선수이다. 포지션은 골키퍼이며, 현재 스웨덴 다말스벤스칸의 에스킬스투나 유나이티드 DFF에서 활동하고 있다.

## 클럽 경력
2010년에 말바켄스 IF에 입단하면서 디비시온 1 다메르 무대에 데뷔했다. 2011년에 에스킬스투나 유나이티드로 이적하여 9경기에 출전했다. 2011년 8월부터 2012년 7월까지 KIF 외레브로 소속으로 활동했지만 1경기 출전에 그쳤다. 2012년 여름에 에스킬스투나 유나이티드로 복귀하면서 팀의 주전 골키퍼로 활약했고 2013 엘리테탄 시즌에서 팀의 다말스벤스칸 승격에 기여했다.

## 국가대표 경력
2010년부터 2015년까지 스웨덴 여자 U-17, U-19, U-23 축구 국가대표팀 선수로 활동하면서 13경기에 출전했다. UEFA 여자 유로 2017에 참가한 스웨덴 여자 축구 국가대표팀 명단에 이름을 올렸지만 본선에서는 헤드비그 린달, 힐다 칼렌 골키퍼에게 밀려 기용되지 않았다.